# Elecciones generales de las Islas Feroe de 2002
Elecciones generales tuvieron lugar en las Islas Feroe el 30 de abril de 2002.

## Resultados
| Partido | Partido                  | Votos  | %     | Escaños |
| ------- | ------------------------ | ------ | ----- | ------- |
|         | Partido Unionista        | 7 954  | 26,0% | 8       |
|         | República                | 7 229  | 23,7% | 8       |
|         | Partido de la Igualdad   | 6 378  | 20,9% | 7       |
|         | Partido Popular          | 6 352  | 20,8% | 7       |
|         | Partido del Autogobierno | 1 351  | 4,4%  | 1       |
|         | Partido de Centro        | 1 292  | 4,2%  | 1       |
| Total   | Total                    | 30 717 | 100,0 | 32      |